# ديجان أنتيك
ديجان أنتيك Dejan Antić لاعب شطرنج صربي يحمل لقب أستاذ كبير.
- ولد في 8 ديسمبر 1968 في ياغودينا في يوغسلافيا سابقاً.
- علمه أبوه الشطرنج في سن الخامسة.
- حصل على لقب أستاذ دولي عام 1991.
- حصل على لقب أستاذ كبير عام 1999.
- شارك في العديد من البطولات الدولية.
- وهو مؤلف للعديد من كتب الشطرنج مثل «افتتاحية بوجو الهندية». و«الافتتاح الفرنسي الحديث» عام 2014.

- المصدر – ترجمة عن ويكيبيديا الإنجليزية والألمانية.

## وصلات خارجية
- ديجان أنتيك على موقع الاتحاد الدولي للشطرنج (الإنجليزية)
- ديجان أنتيك على موقع مباريات الشطرنج (الإنجليزية)
- ديجان أنتيك على موقع 365Chess.com (الإنجليزية)
- ديجان أنتيك على موقع Chesstempo.com (الإنجليزية)
- ديجان أنتيك على موقع الاتحاد الأمريكي للشطرنج (الإنجليزية)